# Nothocasis dissoluta
Nothocasis dissoluta är en fjärilsart som beskrevs av Hofer 1920. Nothocasis dissoluta ingår i släktet Nothocasis och familjen mätare. Inga underarter finns listade i Catalogue of Life.